# خرختان
خرختان (به لاتین: Xarxatan) یک منطقه مسکونی در جمهوری آذربایجان است که در شهرستان لنکران واقع شده‌است. خرختان ۱۸۵۶ نفر جمعیت دارد.

## ریشه واژه
نام این روستا در زبان تالشی (Xəxərton یا Xılxəton) به معنی روستای با پستی و بلندی و یا خرغلتان (Xərqəltan) به معنی جای افتادن یا غلتیدن خر است.